# أضم
أضم هي مدينة سعودية والمركز الإداري لمحافظة أضم التابعة لمنطقة مكة المكرمة، بالمملكة العربية السعودية. وجد في المدينة آثار تعود إلى ما قبل 4000 سنة تحتاج إلى البحوث والدراسات.

## سبب التسمية
سميت مدينة إضم (بكسر الألف) بهذا الاسم نظرا لأنها الوادي الذي يضم المياه بين جنباته في فصل الجفاف وقد تعدلت الكلمة مع مرور الزمن فأصبحت تعرف بأضم.

## تحويلها لمحافظة مستقلة
في عام 1433هـ صدر مرسوم ملكي يقضي بتحويل مدينة أضم لمحافظة مستقلة بأمر من خادم الحرمين الشريفين الملك عبد الله بن عبد العزيز آل سعود بعد أن كانت تابعة إداريًا لمحافظة الليث.